# Thea Beckman
Thea Beckman   (Rotterdam, 23 de juliol de 1923 - Bunnik, 5 de maig de 2004) fou una escriptora neerlandesa de literatura infantil i juvenil. És coneguda sobretot per Crusade in Jeans, una novel·la infantil de 1973 sobre viatges en el temps per la qual va rebre el Gouden Griffel. El llibre descriu una croada infantil el 1212 i va ser adaptada al cinema el 2006. També va rebre una atenció notable per la seva trilogia *Children of Mother Earth*, que representava una terra postapocalíptica on soldats de societats liderades per homes envaeixen i pertorben una nova societat groenlandesa liderada per dones. Tot i que el llibre conté temes feministes, Beckman no considerava la ideologia del llibre com a pròpia, afirmant: "La gent és cobdiciosa, agressiva i intolerant". Va afirmar específicament que no creia que una societat materna funcionés millor que una de paterna.

## Biografia
Nascuda Theodora Petie, va canviar de nom en casar-se amb Dirk Hendrik Beckmann i va publicar els llibres amb el nom de Thea Beckman perquè el cognom no sonés tan alemany. La majoria de les seves novel·les tenen un alt contingut històric, una de les seves passions. La seva primera obra Met Korilu de Griemel rond va rebre el premi Zilveren Griffel el 1971. I el 1974, l'obra Kruistocht in spijkerbroek, publicada un any abans, fou premiada amb el Gouden Griffel i el premi europeu a la millor novel·la històrica per nens.
Beckman no va poder estudiar de jove a causa de la crisi i la Segona Guerra Mundial però va fer el batxillerat el 1975 i estudià després Psicologia Social a la Universitat d'Utrecht, estudis que va acabar el 1981. Va tenir dos fills i una filla. Va morir a casa seva, a Bunnick, a l'edat de vuitanta anys.

## Premi Thea Beckman
Des que va morir, la revista Historisch Nieuwblad organitza el premi Thea Beckman de novel·la literària juvenil.

## Obra en català
- Croada en texans (1973), basada en la llegendària croada dels nens de 1212. Títol original: "Kruistocht in spijkerbroek". Se'n va fer una pel·lícula l'any 2006, que ella no arribà a veure tot i que col·laborà en la seva preparació.
- Mijn vader woont in Brazilië (1974) ha estat traduït amb el títol Tinc el pare al Brasil (Barcelona, La Galera, 1991)

## Obra en neerlandès
- Met Korilu de Griemel rond (1970)
- Kruistocht in spijkerbroek (1973)
- Mijn vader woont in Brazilië (1974)
- La trilogia Geef me de ruimte! (1976), Triomf van de verschroeide aarde (1977) i Het rad van fortuin (1978) - sobre la Guerra dels Cent Anys entre França i Anglaterra.
- Stad in de storm (1979; Zilveren Griffel 1980)
- Wij zijn wegwerpkinderen (1980)
- De gouden dolk (1982) - sobre la Segona Croada de 1147-1149
- Hasse Simonsdochter (1983)
- Wonderkinderen (1984)
- La trilogia Kinderen van Moeder Aarde (1985), Het helse paradijs (1987) i Het Gulden Vlies van Thule (1989) - una sèrie futurista situada deu segles després de la Tercera Guerra Mundial
- De val van de Vredeborch (1988)
- Een bos vol spoken (1988)
- Het wonder van Frieswijck (1991)
- De stomme van Kampen (1992) - sobre el pintor sord Hendrick Avercamp
- De doge-ring van Venetië (1994)
- Saartje Tadema (1996)
- Vrijgevochten (1998)
- Gekaapt! (2003)

Fonts: